# Systema mycologicum

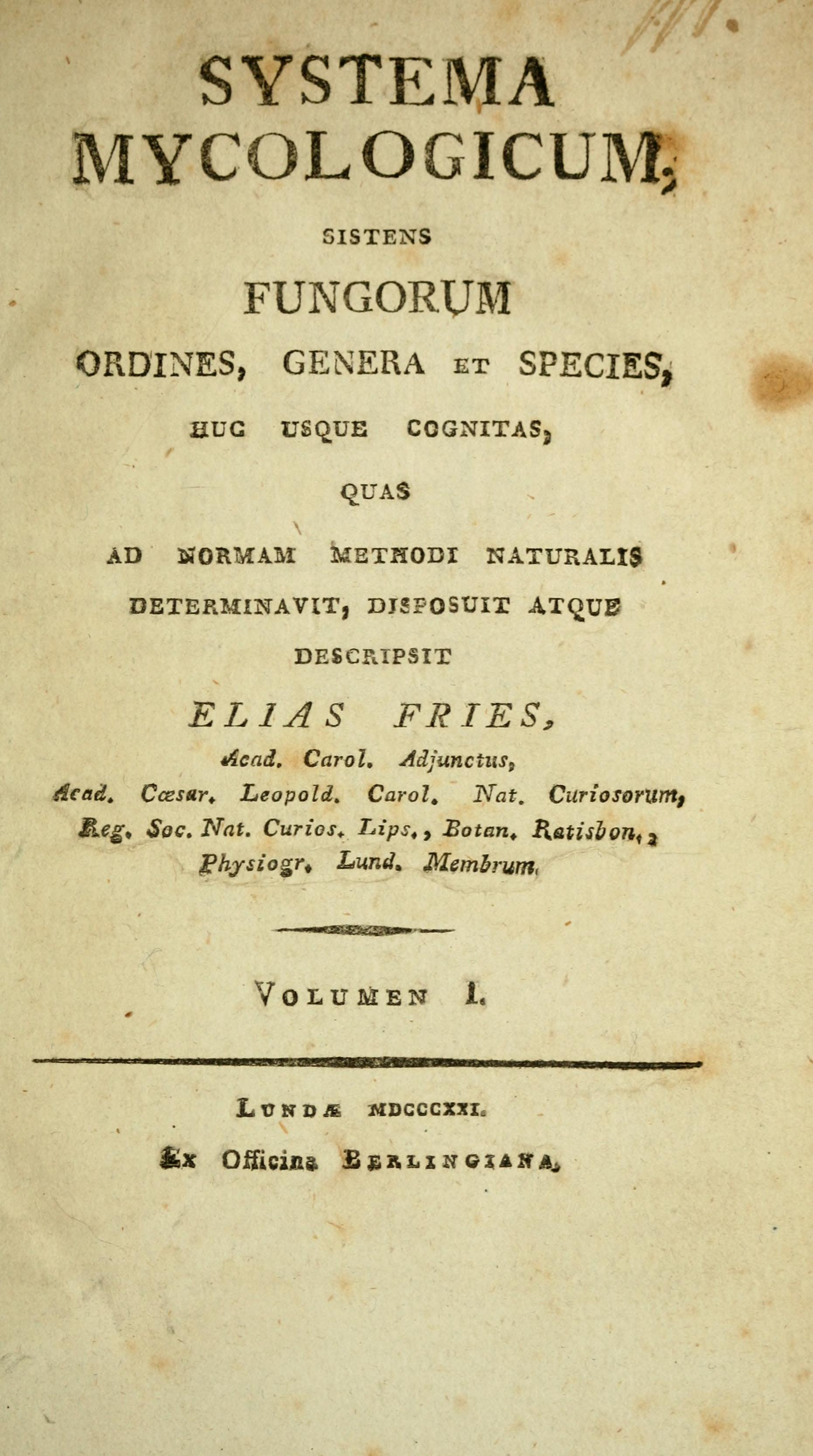
Strona tytułowa tomu I

 Systema mycologicum (pełny tytuł: Systema mycologicum: sistens fungorum ordines, genera et species, huc usque cognitas, quas ad normam methodi naturalis determinavit) – trzytomowe dzieło, w którym Elias Fries sklasyfikował grzyby według ich cech morfologicznych; budowy zarodników, ich powierzchni i barwy, oraz szczegółów budowy owocnika (kolor i struktura powierzchni kapelusza, rodzaj hymenoforu, budowa blaszek, kolców, trzonu, pierścienia itp.). Była to pionierska praca, w której wzorując się na Karolu Linneuszu stworzył podwaliny sztucznej taksonomii grzybów. Powstało w latach 1831–32.
Skrót w publikacjach: Syst. mycol.. 
Dzieło zostało przez nowojorski ogród botaniczny zdigitalizowane i jest dostępne online w formie skanu.